# Drymophila caudata
Drymophila caudata là một loài chim trong họ Thamnophilidae. Nó được tìm thấy ở tầng thấp trong các khu rừng cao nguyên ẩm ướt, đặc biệt là gần tre, khác nhau, khắp Andes từ tây Bolivia đến tây bắc Venezuela, với quần thể đứt đoạn ở Sierra Nevada de Santa Marta, Serranía del Perijá và dãy núi ven biển Venezuela. Loài chim này dài 15 cm và được tìm thấy ở độ cao khoảng 1.500-2.500 m.